# روجر هويلز
روجر هويلز (بالإنجليزية: Roger Howells)‏ (18 سبتمبر 1931 في المملكة المتحدة - 1975 في المملكة المتحدة) هو لاعب كرة قدم بريطاني في مركز الهجوم. لعب مع سوانزي سيتي.